# Киевская архиепархия
Киевская архиепархия – административно-территориальная единица (архиепархия) Униатской церкви в Речи Посполитой, главная (митрополичья) архиепархия Киевской и всея Руси митрополии.
Объединяла приходы Киевского, Новогрудского, Минского, Виленского, Трокского воеводств и Жемайтского староства.

## История
Создана в результате принятия Киевской митрополичьей православной архиепархией Брестской унии в 1596 году. После III раздела Речи Посполитой в 1795 году архиепархия была упразднена, а её церкви и монастыри подчиненный Полоцкому архиепископу.

## Архиепископы
- 27 июля 1589 — 1599 - Михаил (Рогоза)
- 26 сентября 1599 — 18 июля 1613 - Ипатий (Поцей)
- 5 апреля 1614 — 5 февраля 1637 - Иосиф (Рутский)
- 1637 — 28 августа 1640 - Рафаил (Корсак)
- 18 марта 1641 — 5 октября 1655 - Антон (Селява)
- 24 апреля 1665 — 11 февраля 1674 - Гавриил (Коленда)
- 11 февраля 1674 — 26 октября 1693 - Киприан (Жоховский)
- Заленский, Лев I - Лев (Слюбич-Заленский) (22 сентября 1695 — 24 августа 1708)[1]
- 7 мая 1710 — 22 сентября 1713 - Юрий Винницкий
- 17 сентября 1714 — 19 ноября 1728 - Лев Кишка
- 18 августа 1729 — 12 декабря 1746 - Атанасий (Шептицкий)
- 16 декабря 1748 — 18 июля 1762 - Флориан (Гребницкий)
- 18 июля 1762 — 12 февраля 1778 - Филипп (Володкович)
- 1778 — 1779 - Лев (Шептицкий)
- 1780 — 1788 - Ясон (Смогожевский)
- 1 ноября 1788 — 25 января 1805 - Феодосий (Ростоцкий)